# Drosophila unipunctata
Drosophila unipunctata este o specie de muște din genul Drosophila, familia Drosophilidae, descrisă de Patterson în anul 1943. Conform Catalogue of Life specia Drosophila unipunctata nu are subspecii cunoscute.